# Ɣ
Ɣ, ɣ – litera alfabetu łacińskiego bazowana na greckiej literze "gamma" γ.  W międzynarodowym alfabecie fonetycznym używana jest do zapisu spółgłoski szczelinowo miękkopodniebnej dźwięcznej. Używana jest w językach afrykańskich np. w języku ewe.